# Тълкуване на сънища
Тълкуването на сънища е процес на определяне на значението на сънищата.
В много древни общества, включително Египет и Гърция сънуването се е разглеждало като свръхестествена комуникация или средство за божествена намеса, чийто съобщение може да бъде разгадано от този, който има определени сили. В днешни времена различни течения в психологията предлагат теории за значението на сънищата.

## Ранна история
Сънищата имат голяма значимост в историята на повечето култури. В древен Египет жреците действали също като интепретатори на сънища. Йероглифите изобразяващи сънища и тяхната интепретация са запазени. Библията описва също случки със сънища като божествено откровение. Йосиф и Данаил са записани като интепретатори на сънища, изпратени от Бог. Древните гърци са създали храмове, които са наречени Асклепеони (от гръцкия бог Асклепий), където болни хора са пращани на лечение. Вярвало се е, че лековете ще бъдат ефективни чрез божията милост като се мъдрува над сънищата в границите на храма. Още се смята, че сънищата са били пророчески и предзнаменование от лична значимост.
От класическата епоха (II в.) е запазено съчинението на Артемидор Далдиански
Съногадания
Тълкуването на сънища са станали и част от психоанализата в края на 19 век; възприеманото манифестирано съдържание на съня е анализирано, за да се разкрие латентното значение в психиката на сънуващия. Една от творческите работи по темата е Интепретация на сънищата от Зигмунд Фройд.

## Психология

### Фройд
В тази си книга Тълкуване на сънищата ('Die Traumdeutung'; буквално 'тълкуване на сън'), за първи път публикувана през 1899 (но датирана през 1900) Зигмунд Фройд за първи път говори, че в основата на всички съдържания на сънищата е изпълнение на желание и че причината за появата на съня винаги може да се намери в събитията от деня, предхождащ този сън. В случая на много малки деца, Фройд твърди, че това лесно може да бъде видяно, като в съня на малкото дете се вижда пряко изпълнение на желания, появили се в тях предишния ден. При възрастните, обаче, ситуацията е по-сложна -- във Фройдовата теза, сънищата на възрастните са обект на изкривяване в така нареченото „латентно съдържание“, което е много по-голямо и маскирано от манифестираното съдържание на съня. В резултат на това изкривяване и маскировка реалното съдържание на съня остава скрито: сънуващия повече не е способен да разпознае реалното значение на съня си.
Оригиналната формулировка на Фройд за латентното съдържание на съня е описана като обект на интрапсихична сила свързана с „цензор“; в по-усъвършенстваната формулировка от късните години дискусията се води в термините на Свръх-аза и работа на защитните сили на Аза. В будния живот, той утвърждава, че тези така наречени съпротиви заедно предотвратяват от навлизане в съзнанието на потиснатите желания на несъзнателното; и макар тези желания да е възможно да се появяват при определени състояния на съня, съпротивите все още са достатъчно силни за да създадат „покривало“ достатъчно, за да скрие тяхната истинска природа.
Фройд описва актуалната техника за анализа на сънищата в следните термини:
| “ | Изцяло се пренебрегват явните връзки между елементите на манифестирания сън и се събират идеите, които ти идват наум във връзка с всеки отделен елемен на съня чрез свободни асоциации според психоаналитичното правило. От този материал се достига до латентното съдържание на съня също както и до скритите комплекси на пациента от неговите асоциации до неговите симптоми и спомени...Истинското значение на съня, което сега е заменено с манифестирано съдържание е винаги изцяло разбираемо.. | ” |

Фройд описва операции по изкривяване, които претендира, че са приложени към потиснатите желания във формирането на съня като на събран отново: това е защото тези изкривявания (така наречената работа на съня) показват защо манифестираното съдържание се различава толкова много от латентното, достигнато чрез анализа -- и чрез „обръщане“ на тези изкривявания латентното съдържание е достигнато.
Операциите включват:
- Сгъстяване – един обект на съня е заместен от асоциации и идеи; по такъв начин „сънищата са кратки, малки и лаконични в сравнение с обхвата и богатството на мислите в съня“.
- Изместване – емоционалното значение на обекта в съня е отделено от своя реален обект или съдържание и е прикрепено към изцяло различно такова, което не предизвиква подозрителността на цензора.
- Изобразяване – мисли са изобразени в зрителни образи.
- Символизъм – символа заменя действие, човек или идея.

Към тези може да се добави и 'вторична преработка' -- изхода за истествената тенденция на сънуващия да създаде някакъв смисъл или история от различните елементи на манифестираното съдържание като събрано.
Фройд смята, че преживяването на тревожни сънища и кошмари е резултат по-скоро от провала в работата на съня, отколкото в противоречието за изпълнение на желанието, такъв феномен демонстрира как аз-а реагира на осъзнаването на потиснатите желания, които прекалено силни и недостатъчно маскирани. Травматичните сънища (където съня може да повтаря травматично събитие) са в края на краищата признати за изключения в теорията.
Фройд всеизвестно описва тълкуването на сънищаа като „царският път към несъзнаваното“; той обаче е неудовлетворен от начина по който неговите идеи по темата са представяни неточно или просто не са разбрани.
| “ | Твърдението, че всички сънища изискват сексуална интерпретация, против, която критиците се разгневяват непрекъснато не се появява никъде в моята книга „Тълкуване на сънищата“...и е в очевидно противоречие с другите гледни точки изразени в нея | ” |

### Юнг
Макар да не отхвърля изцяло моделът на Фройд за тълкуване на сънищата Карл Юнг вярва, че бележката на Фройд относно сънищата като изразители на несбъднати желания е много опростена и наивна. (Фройд връща услугата изразявайки публично мнението си, че Юнг е прав за тези, които търсят пророчество [Freud, „Introductory Lecutures“]). Юнг е убеден, че обсега на сънищата е по-широк, рефлектиращ върху богатството и сложността на цялото несъзнателно, и личното и колективното. Той вярва, че психето (в термините на Фройд психика) е саморегулиращ се организъм в който съзнателните нагласи е вероятно да бъдат компенсирани несъзнателно (в съня) от техните противоположности.
Юнг вярва, че архетипите като анима, анимус, сянка и други се изразяват в сънищата като символи на съня или фигури. Такива фигури могат да приемат формата на старец, младо момиче или гигантски паяк. Всяко изобразява на несъзнателна нагласа, която е изцяло скрита за съзнанието. Макар да са интегрална част от психето на сънуващия, тези манифестации са изключително автономни и са възприемани от него като външни персонажи. Той смята за първостепенно запознаването с архетипите, които са изразени чрез тези символи и служат, за да се повиши осъзнаването на несъзнателните нагласи, интегрирайки привидно разнородни части на психето и допринасяйки към процеса на холистично разбиране на себе си.
Той предупреждава за слепешкото приписване на значение на символите на съня без ясно разбиране на личната ситуация на клиента. Макар да признава универсалността на архетипните символи, той ги противопоставя на концепцията за знака-образ, които имат едно към едно имат същото значение. Неговия подход е да разпознае динамизма и плавността, която съществува между символите и техните приписани значения. Символите трябва да бъдат разглеждани в тяхната лична значимост за пациента, вместо съня да се съобразява с някаква предварителна идея. Това предпазва тълкуването на съня от изпадането в теоретично и догматично упражнение, което се е отдалечило от психологическото състояние на пациента. Това може да е различно от идеята на Фройд за свободните асоциации, които той (Юнг) вярва, че са отклонение от очебийността на образа.
Юнг подчертава, че сънищата не са просто сложен пъзел изобретен от несъзнателното, за да бъде дешифриран, така че 'истинските' каузални (причинни) фактори зад него да бъдат извлечени. Сънищата не служат като детектори на лъжата, с които се разкрива неискреността зад съзнателните мисловни процеси. Сънищата, като несъзнателното, имат свой собствен език. Като символи на несъзнателоното, образите на съня си имат свое собствено първенство и логика.
Юнг също така вярва, че сънищата могат да съдържат големи истини, философски мнения, илюзии, диви фантазии, спомени, планове, ирационални преживявания и дори телепатични видения. Също както психето има дневна страна, която ние преживяваме като съзнателен живот, така има и несъзнателна нощна страна, която разбираме като неясна фантазия.

### Фром
Ерих Фром също разработва собствени идеи за тълкуване на сънищата изразени в систематизиран вид в неговата книга „Забравеният език“. Той смята, че в древни времена тълкуването на сънищата е било неотделима част от живота на хората, които са познавали този символичен език, но впоследствие са го забравили. Като примери за своята идея дава тълкуването на сънищата от страна на Йосиф към братята му и египетския фараон, истории описани в Библията. Той различава три вида символи, чрез които могат да се тълкуват сънищата: условни, случайни и универсални. Условният символ е най-ясен. Например, когато чуем маса всички разбираме за какъв предмет става въпрос. Реално няма никаква връзката между символа „маса“ и предметът маса, а ние разбираме за това, кое е маса само поради договорката, че този предмет, на който ядем ще се нарича така.
В противоположност на условния символ е случайният:
| “ | "Да допуснем, че някакъв човек преживява печален инцидент в определен голям град. Когато впоследствие той чуе името на този град, той лесно ще свърже името с неприятно настроение, точно както би го свързал с радостно усещане, ако преживяването в града беше приятно. Съвсем очевидно в самата същност на града няма нищо, което да е или тъжно, или весело...случайният символ не може да бъде споделян от още някого, с изключение на случаите, в които аз и той имаме връзка със събитията, свързани със символа. | ” |

Универсалният символ се отнася, както се вижда до универсалността на това, което е сънувано. Тоест универсални символи са например „водата“, „огънят“, „слънцето“. При него също има връзка, както при случайния символ, между символа и символизираното от него. Той се нарича така, защото е „единственият, при който връзката символ и символизирано не е случайна, а е вътрешно присъща на самия символ“. Универсалният символ, все пак има малко зависимост спрямо това, къде живеят хората. Например „слънцето“ като символ може да има облагородяващ, даряващ живот и топлина характер за хората, които живеят в северните ширини на планетата, но за тези, живеещи в пустинята и по-южните ширини този универсален символ може да има значение на смърт, отнемане на живота, разруха и така нататък. Така е и с „водата“ (символа може да има и друго значение освен описаното), ако например един японец сънува „вода“ това може да е знак за неща, които са неблагоприятни поради наличието на много тайфуни, урагани и цунами в неговата страна, за разлика от например един българин, който няма такива опасения.

### Хол
През 1953 Калвин Хол развива теория за сънищата, в която сънуването се разглежда като когнитивен процес. Хол смята, че съня е просто мисъл или поредица от мисли, които се появяват по време на сън и образите на съня са визуални представяния на лични разбирания. Например, ако някой сънува, че е нападнат от приятел, това може да е израз на страха му от приятелството; по-сложен пример, който изисква култивирана метафора, е че котка в съня символизира нуждата да се използва нечия интуиция. За английско говорещиге, може да се каже, че сънуващия трябва да разпознае, че има „повече от един начин да се одере котката“ или с други думи, повече от един начин да се направи нещо.

### Фарадей
През 70-те Ан Фарадей и други са спомогнали, за да се доведе тълкуването на сънища до главния поток чрез публикуване на книги върху тълкуване на сънища от тип „направи го сам“ и формиране на групи за споделяне и анализиране на сънища. Фарадей се фокусира върху приложението на сънищата към ситуации, появяващи се в нечии живот. Така например, някои сънища са предупреждения за нещо, което ще се случи – например сън за проваляне на изпит, ако сънуващия е студент може да бъде буквално предупреждение за неподготвеност. Извън този контекст, може провала да има значение за друг вид тест, или дори да има природата на „каламбур“, или че някой се е провали на вземе адекватно изпита на някои аспекти от живота.

## Книги относно тълкуване на сънищата
- Артемидор Далдиански, Съногадания (Oneirocriticon, прев. от старогр.) София: Нар. култура, 1988
- Алфред Адлер. Сън и тълкуване на сънищата. В: Индивидуална психология – практика и теория. Том 1, ИК „Здраве и щастие“, 2001, с. 205 – 219
- Зигмунд Фройд, Тълкуване на сънищата, изд. Евразия, 1993, 2020 (пълно издание)
- Карл Юнг „Върху природата на сънищата“. В : Юнг, К.Г. Избрано: Книга трета. изд. Евразия-Абагар, 1994
- Пиер Дако, Тълкуване на сънищата, изд. Колибри, 2006, ISBN 954-529-139-7
- Ерих Фром, Забравеният език: Въведение в науката за разбирането на сънищата, приказките и митовете, изд. Захари Стоянов, 2005, ISBN 954-739-597-1
- Джеймс Хол, Юнгианска анализа на сънищата: Теория и практика, Изд. Леге Артис, 2005

## Вижте още
- Съновник